# 1. carlistkrig
Den 1. carlistkrig (1833 – 1840) var en borgerkrig, der udspillede sig i Spanien mellem de konservative carlister og de liberale.

## Anledning
Da Ferdinand d. 7 blev syg, opstod der stridigheder om den spanske trones efterfølger, da Ferdinand ikke havde fået nogen sønner. Den syge konge overtaltes af sin daværende fjerde hustru til at ændre tronfølgeloven, så datteren Isabel havde mulighed for at efterfølge kongen. Imidlertid krævede Ferdinands broder Don Carlos, støttet af kirken og en stor del af hæren, at den spanske enevælde skulle fortsætte i traditionel stil, hvor kirken havde stor indflydelse på den statslige magt.